# Venă dorsală profundă a penisului
Vena dorsală profundă a penisului se află sub fascia profundă a penisului; primește sângele din glandul penisului și corpul cavernos al penisului și se întoarce pe linia de mijloc împreună cu artera dorsală a penisului; în apropierea rădăcinii penisului trece între cele două părți ale ligamentului suspensor și apoi printr-o deschidere între ligamentul pubian arcuat și ligamentul transversal al pelvisului și se împarte în două ramuri, care intră în  plexurile vezicale și prostatice. 
Vena profundă comunică de asemenea sub simfiza pubiană cu venele pudendale interne. 

## Imagini suplimentare

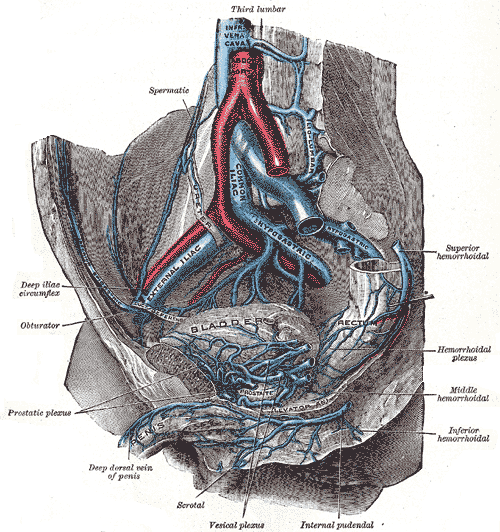
Venele jumătății drepte a pelvisului masculin.
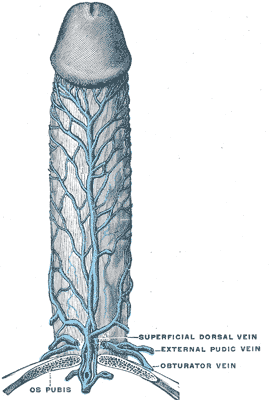
Venele penisului.
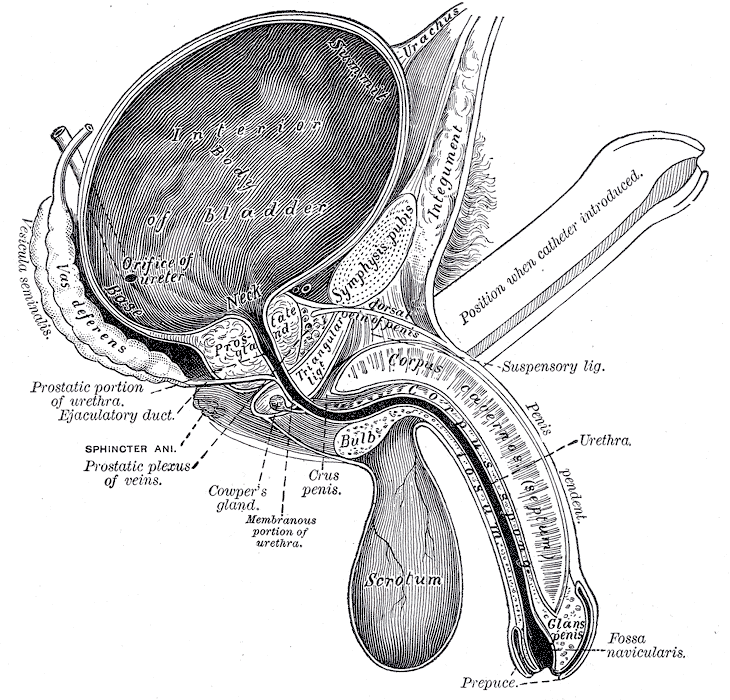
Secțiunea verticală a vezicii urinare, a penisului și a uretrei.
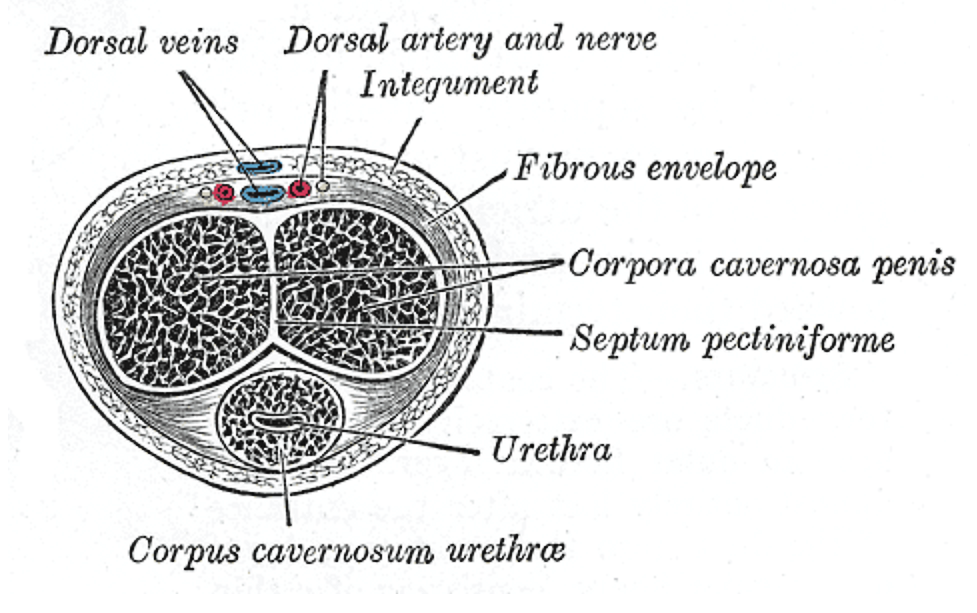
Secțiunea transversală a penisului.
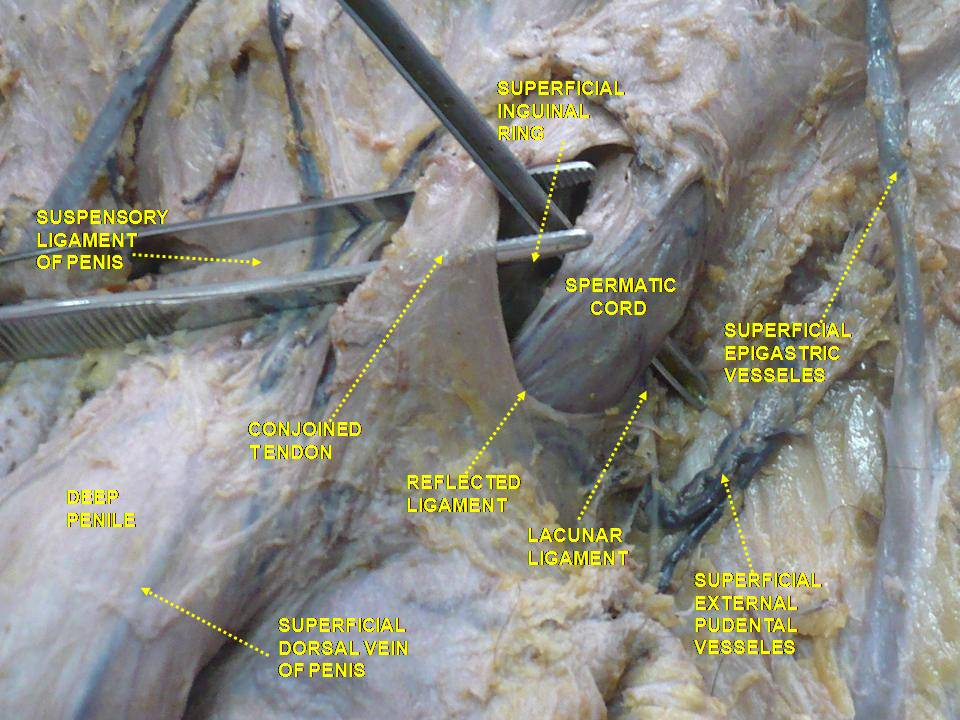
Peretele abdominal anterior, disecția intermediară.